# The Alphabet Murders
The Alphabet Murders (Los crímenes del alfabeto) es una película británica de 1965. Es una historia detectivesca basada en la novela El misterio de la guía de ferrocarriles, de Agatha Christie, dirigida por Frank Tashlin y con Tony Randall como Hércules Poirot. 
Se había previsto encargar la representación del personaje de Poirot a Zero Mostel, pero la película se retrasó debido a que Agatha Christie se opuso al guion, que difiere significativamente de la novela y pone de relieve la comedia.

## Reparto
- Tony Randall: Hércules Poirot.
- Anita Ekberg: Amanda Beatrice Cross.
- Robert Morley. Hastings.
- Maurice Denham: el Inspector Japp.
- Guy Rolfe: Duncan Doncaster.
- Sheila Allen: Lady Diane Clarke.
- James Villiers: Franklin Clarke.
- Julian Glover: Don Fortune.
- Clive Morton: Sir Edward ('X').
- Cyril Luckham: Sir Carmichael Clarke.
- Richard Wattis: Wolf.
- David Lodge: el Sargento.
- Patrick Newell: Cracknell.
- Stringer Davis: Mr. Stringer.
- Margaret Rutherford: Miss Marple.
- Austin Trevor: Judson.